# Jean Rousseau (musicien)
Pour les articles homonymes, voir Jean Rousseau et Rousseau.
Jean Rousseau, né le 1er octobre 1644 à Moulins et mort le 1er juin 1699 à Paris, est un gambiste (ou « joueur de viole », violiste), compositeur et théoricien de la musique française.
Élève de Jean de Sainte-Colombe, Rousseau vécut, en qualité de maître de musique et de viole, à Paris où il a joui d’un grand prestige en tant qu’enseignant et que théoricien.

## Publications
- Premier et deuxième livres de pièces de viole, avec des exercices sur plusieurs nouvelles manières de l’accorder. Paris : chez l’auteur (s.d.), in-4° oblong.
- Méthode claire, certaine et facile pour apprendre à chanter la musique sur les tons naturels et transposez ; à toutes sortes de mouvement; avec les règles du port de voix et de la cadence, lors mesme qu’elle n’est pas marquée ; et un éclaircissement sur plusieurs difficultez nécessaires à savoir pour la perfection de l’art. Paris : Christophe Ballard, 1678, in-8°.Trois autres éditions ont été publiées à Paris jusqu’en 1707 ; la cinquième a paru à Amsterdam, chez Pierre Mortier (sans date), in-8° de 87 pages. Il y en a une sixième imprimée à Amsterdam, chez Roger.
- Traité de la viole. Paris : Christophe Ballard, 1687, in-8° de 157 pages.Contient : une dissertation curieuse sur son origine ; une démonstration générale de son manche en quatre figures, avec leurs explications ; l’explication de ses jeux différents, et particulièrement des pièces par accords, etc.

## Source
- François-Joseph Fétis, Biographie universelle des musiciens, t. 7, Paris, Firmin-Didot, 1878, p. 333.